# Talmont-sur-Gironde
Talmont-sur-Gironde – miejscowość i gmina we Francji, w regionie Nowa Akwitania, w departamencie Charente-Maritime.
Według danych na rok 1990 gminę zamieszkiwały 83 osoby, a gęstość zaludnienia wynosiła 19 osób/km² (wśród 1467 gmin regionu Poitou-Charentes Talmont-sur-Gironde plasuje się na 902. miejscu pod względem liczby ludności, natomiast pod względem powierzchni na miejscu 1096.).